# Рэмзи, Эндрю Майкл
Э́ндрю Майкл Рэмзи (англ. Andrew Michael Ramsay; 9 января 1686 — 6 мая 1743) — писатель
 шотландского происхождения, проживший большую часть своей взрослой жизни во Франции.

## Биография
Рэмзи родился в городе Эр, в Шотландии, в семье пекаря. Он служил в английском военном подразделении в Нидерландах и в 1710 году посетил Франсуа Фенелона, который обратил его в Римский Католицизм. Он оставался во Франции до 1724 года, где писал политико-богословские трактаты. Один из них был посвящён якобиту, претенденту на английский и шотландский престолы, Джеймсу Фрэнсису Эдварду Стюарту. В январе 1724 года Рэмзи был направлен в Рим в качестве репетитора для двух сыновей Джеймса, Чарльза Эдварда и Генри. Но его назначение было недолгим, Рэмзи был связан с участием в партии Джона Эрскина, герцога Мара, который попал в немилость в том же году. К ноябрю 1724 года Рэмзи вернулся в Париж.
Рэмзи побывал в Англии в 1730 году и получил почетную степень Оксфордского университета. Номинально это связывали с его ученичеством у Фенелона, но на самом деле, и вне всякого сомнения, это произошло из-за его связи с группой якобитов.
Он умер в Сен-Жермен-ан-Лэ (Сена-и-Уаза) 6 мая 1743 года.
Он был христианским универсалистом, полагающим, что все люди в конечном итоге будут спасены. Он писал: «Всемогущая власть, мудрость и любовь не могут вечно нести разочарование в их абсолютной и конечной конструкции; поэтому Бог, в конце, прощает и восстанавливает в счастье всех существ».

### Вехи в биографии
Альберт Черел (1917, 1926) и Д. Хендерсон (1952), своими архивными источниками во Франции, Англии и Шотландии внесли большой вклад в биографию Рэмзи.
Ещё в молодости Рэмзи был вовлечен в мистику, квиетизм, как это практиковалось в кругу д-ра Джорджа Гардена в Роузхёрти, концентрируясь вокруг «учения» Антуанетты Буриньон, в сообществе по аналогичной линии в Ридженсбурге, под руководством Пьера Пуаре, где люди с разными религиозными убеждениями и из разных социальных каст жили вместе.
В 1710 году Рэмзи отправился в Рижденсбург на встречу с Пьером Пуаре, а затем встретился с Жанной Мари Бувье де ла Мотт Гюйон, известной как г-жа Гюйон; там он остановился на проживание у старшего Фенелона в Камбре (август 1710). Он оставался в его семье в течение нескольких лет, где сделался надёжным другом маркиза де Фенелона, молодого родственника архиепископа и ярым учеником г-жи Гюйон. Он написал свою «Жизнь Фенелона» (Vie de Fénelon) в верноподданническом свидетельстве этого периода. С 1714 по 1716 годы Рэмзи выступал в качестве секретаря г-жи Гюйон и присутствовал в Блуа по 9 июня 1717 года, когда она умерла.
Хотя Рэмзи был обращён в католицизм Фенелоном, но эти преобразования не должны были учитываться по усмотрению г-жи Гюйон, которая настоятельно рекомендовала окружающему её сообществу придерживаться принципов и надлежащей веры во время медитации на «чистую любовь». В его «Жизни Фенелона» (Лондон, 1723) Рэмзи заявил о своей собственной идее относительно того, как системы г-жи Гюйон повлияли на него. Дружба с Фенелоном, который в качестве наставника внуков Людовика XIV сохранил огромное влияние, сделав Рэмзи заметной фигурой при дворе, в частности, благодаря графу де Сассенаж, сына которого он обучал с 1718 по 1722 годы.
В 1722 году Рэмзи вёл активные переговоры на высоком уровне по налогу на имущество изгнанников якобитов, предложенным британским правительством. К тому времени Рэмзи был уже хорошо знаком с кардиналом Флери, который после смерти регента Филиппа II, герцога Орлеанского (1723), должен был получить власть после Людовика XV.
В 1723 году Рэмзи был посвящён в рыцари Ордена Святого Лазаря Иерусалимского, который произошел от Военного Ордена Крестоносцев, основанного во Франции для защиты паломников. В 1724 году он вступил в якобитскую общину в Риме. Дворцовые интриги и непрактичность его образовательных задач — Бонни Принца Чарли, которому было всего три с половиной года, заставили его вернуться в Париж в том же году.
С 1725 по 1728 годы он оставался в качестве приглашённого гостя в Отель де Сюлли под патронажем Максимилиана де Бетюн, герцога де Сюлли, мужа овдовевшей графини де Во (дочери г-жи Гюйон). В этот период он часто посещает парижский литературный клуб Де Антресоль, в компании Рене-Луи Аргенсона, лорда Болингброка и Монтескьё. На этом фоне он написал своё «Путешествия Кира» в 1727 году, которое сделало его автором бестселлеров своего времени, и из-за дополненного издания которого ему самому пришлось отправиться в Лондон (1729—1730), где он снова встретился с Монтескьё.
Оба были избраны членами Королевского общества в декабре 1729 года. В 1730 году Рэмзи стал членом Общества Джентльменов Спелдинга в Линкольншире, клуба Общества антикваров Лондона. В клуб входили видные члены: сэр Исаак Ньютон, Джон Гей и Александр Поуп. Ещё одной чести Рэмзи был удостоен в 1730 году: почётная степень доктора гражданского права Оксфордского университета.
Помимо академических титулов (и его работ: «Жизнь Фенелона» и «Путешествия Кира») Рэмзи был отмечен в интеллектуальных кругах своего времени. Влиятельные «Мемуары де Трево» опубликовывали несколько раз. В 1732 году он написал вводную часть в математическую работу Эдмунда Стоуна, и этим внёс благоприятный философский вклад. В 1719 году он опубликовал «Эссе о политике», переизданное в 1721 году как «Философское эссе о правительстве, или о чертах необходимости, происхождении, правах, границах и различных формах власти, в том числе о принципе огня М. Франсуа де Салиньяка де ля Мот Фенелона, архиепископа кембрийского», которое было опубликовано в английском переводе в 1722 году.
Рэмзи вернулся во Францию в 1730 году, а после смерти герцога де Сюлли, был принят на службу к Графу Д’Эвре (исконному покровителю Елисейского дворца), видному члену семейства Ла Тур Д’Ауверен и Буйон, который был связан с якобитской партией через брак с Шарлоттой, старшей сестрой королевы Клементины (Мария Клементина Сабеска), и узами подлинной дружбы с ближним кругом Фенелона, через кардинала де Буйона. Именно кардинал де Буйон, как утверждают, считал себя потомком семьи, происходящей от Готфрида Буйонского, хотя титул Короля-крестоносца иерусалимского был для него тотемом, а не генетическим семейным наследством.
Задачей Рэмзи в семье Эврё было заниматься с племянником Годфруа Жеро, герцогом де Шато-Тьерри, сыном старшего брата Эммануила Теодоса де ла Тур Д’Оверн, герцога де Буйона; после смерти Жеро был переведен на должность учителя внучатого племянника Графа, принца Тюренн, Годфруа Чарльза, сына Чарльза Годфруа, герцога де Буйон, главы дома.
Для обучения принца Рэмзи была написана «История виконта де Тюренна, маршала генерала вооруженных сил короля» (1735), в которой, в качестве документальных свидетельств (уполномоченного Джеймса Фрэнсиса Эдуарда Стюарта), использовались рукописные мемуары Герцога Йоркского (Якова II). Это были «Воспоминания о Джеймсе II» обнаруженные Дэвидом Юмом в шотландском колледже в Париже, в 1763 году в обществе Майкла Рэмзи, племянника Шевалье. Впоследствии рукописи погибли во время Французской революции.
В июне 1735 году Рэмзи женился на Мари Нэрн (1701—1761), дочери сэра Дэвида Нэрна, заместителя секретаря Джеймса III. По этому случаю шевалье Рэмзи был возведён в шотландские рыцари и баронеты (23 марта 1735 года) с правом наследовать титул потомкам мужского пола. У него родились сын и дочь. Его сын (1737—1740) умер в младенчестве, и его дочь (1739—1758) умерла от оспы в возрасте 19 лет.
До 1743 году Рэмзи жил под благосклонной защитой дома Буйон, в Сен-Жермен-ан Лэ. Он писал и вел исследовательскую работу, но прежде всего готовил свой magnum opus: «Философские принципы естественной и откровенной религии», опубликованные после его смерти (1748—1749) его женой и друзьями, и, говоря словами Рэмзи: «история человеческого разума, всех возрастов, национальностей и религий касающаяся наиболее божественных и важных истин». Некоторые «Китайские письма», написанные Рэмзи, остались неопубликованными.

### В масонстве
Рэмзи был связан с масонством с момента своего появления во Франции (1725—1726). Чарльз Рэдклифф, граф Дервентуотера, который выступал в качестве великого мастера для Франции с 1736 года, присутствовал на похоронах Рэмзи. Считается, что Рэмзи, будучи масоном, способствовал своему вступлению в «Общество джентльменов Спелдинга», из которого вышел видный пропагандист масонства Джон Теофил Дезагюлье, и который дважды занимал должность великого мастера Первой великой ложи Англии.
В 1737 году Рэмзи написал свою Речь, произнесенную на масонском приёме господином Рэмзи, великим оратором ордена, в которой он связывал с масонством крестовые походы. Он был вдохновлен своим личным авторитетом, как Рыцарь Святого Лазаря Иерусалимского, или, возможно, так проявилось его рвение распространять предполагаемые традиции, связанные с домом Буйон. В любом случае, Рэмзи думал, что его слова следует донести до тогдашних религиозных властей, и он отправил этот текст кардиналу Флери, прося церковь благословить принципы масонства; как он заявил: «обязательства, наложенные на вас орденом — защищать ваших братьев своей властью, просвещать их своими знаниями, наставлять их вашими достоинствами, помогать им в их нуждах, приносить в жертву все личные обиды и стремиться ко всему, что может содействовать укреплению мира и единства общества».

### Речь Рэмзи
После произнесения своей знаменитой речи в марте 1737 года Рэмзи направил её письменное изложение кардиналу Флери в ожидании получения от него своего рода «авторитетного одобрения» масонских собраний со стороны Церкви.
Он обманулся в своих ожиданиях. 20 марта 1737 года кардинал Флери прислал ему совершенно разгромный отзыв, сопровожденный настоятельным советом прекратить всяческие масонские собрания и всякое участие в подобной деятельности.
Далее приведен текст следующего письма Рэмзи — Флери:
Да, милостивый государь, вас ввели в заблуждение, если сказали вам, что занятия достославного ордена Вольных Каменщиков ограничиваются общественными добродетелями. Они распространяются много шире, включая в себя всю чувственную философию и даже всю теологию сердца. В нашем сообществе есть три вида членов: новиции, или ученики, подмастерья, или профессоры, и мастера, или адепты. Наши аллегорические символы, наши древнейшие иероглифы и наши священные таинства наставляют в трех видах долга, присущих этим трем типам посвящённых. Первым из них соответствуют добродетели нравственные и филантропические; вторым — добродетели героизма и разума; а последним соответствуют добродетели сверхчеловеческие и божественные. В прошлом человек должен был пробыть три месяца в просителях, три месяца в новициях и три месяца в подмастерьях, чтобы потом только его приобщили к нашим Великим Мистериям, тем самым соделав новым человеком, дабы вести ему впредь не какую иную жизнь, как жизнь чистого духа. Но по мере упадка нашего Ордена премного сократились в нём сроки приема и посвящений, к великому огорчению тех братьев, кто вполне осведомлен о величии нашего ремесла.
По нашим легендам, орден наш был создан Соломоном, Моисеем и Патриархами от Авраама, да и даже самим Ноем. Они стремились сберечь, поместив в среду немногих избранных, великие мистерии древних религий Первообраза (Protoplast). Метафорически они назвали наших предшественников вольными каменщиками, иначе говоря, архитекторами храма живого, посвящённого Всевышнему. Согласно истинной нашей истории, орден был восстановлен мудрейшими людьми времен «Крестовых походов», стремившимися посредством символов, знаков и весьма могущественных слов возродить нравы воинов креста, дабы неизменно памятовали они о самых возвышенных истинах, даже и пребывая средь невинных радостей человеческого общества. Джон, лорд Стюарт, великий мастер королевского двора Шотландии, привез всю нашу науку из Святой Земли в 1286 году и учредил ложу в Килвине, что в Шотландии, где принял он в каменщики графов Глостерского и Ольстерского. С тех времен древняя держава, близкий его союзник — Франция — была доверенной попечительницей наших таинств, центром нашего ордена, а также хранительницей наших законов. Из Шотландии наше общество распространилось и в Англии при наследном принце Эдуарде, сыне Генриха VIII.
Достойные сожаления религиозные раздоры, вспыхнувшие и разгоревшиеся в течение шестнадцатого века, привели наш орден к упадку, он растратил своё былое величие и запятнав благородное своё происхождение. Дабы умилостивить узурпаторшу и сестроубийцу Елизавету, взиравшую на наши ложи как на рассадники католичества, которые ей обязательно нужно было уничтожить, протестанты сокрыли или исказили некоторые наши иероглифы, превратили наши агапы в вакханалии и осквернили наши священные собрания. Милорд граф Дервентуотерский, мученик во имя верности католической вере и королю, мечтал возвратить все к истокам, возродить Орден на его древнем фундаменте. Посланники из Голландии и от Георга, герцога Ганноверского, прознали об этом и разразились проклятиями, толком не зная, о чём говорят. Они вообразили, что каменщики-католики, роялисты и якобиты, подобны каменщикам-республиканцам, еретикам и отступникам. Они сперва повсюду ославили нас, а потом взялись петь нам хвалу, повсеместно распространяя слухи, что мы якобы готовы выступить в девятый крестовый поход для восстановления истинной и праведной монархии в Великобритании.
Наши собрания, главой которых одно время хотел себя провозгласить Людовик XV, на время были приостановлены. Но эта буря пойдет лишь на пользу, позволив отделить зерна от плевел, и в конце концов добродетель и истина восторжествуют под властью наипрекраснейшего из королей и при правлении наставника, которому удалось достигнуть того, что иные люди сочтут чудом, в то время, когда истинной добродетелью героя становится миролюбие. Дабы донести до вас мысль о возвышенной добродетели нашего ордена, я посылаю вам Оду, написанную маркизом Трессаном, одним из наших членов, каковую оду прошу вас передать милорду герцогу Ормонду и милорду маркизу Монреалю, но в особенности — миледи Инвернесс, чью милость и чьи милости я никогда не устану восхвалять.
Париж, 16 апреля, 1737 года

### Сочинения
- «Discours sur le poème épique», en tête de l'édition de Télémaque de 1717,
- «Histoire de la vie et des ouvrages de Fénélon», La Haye, 1723,
- «Voyages de Cyrus», 1727, à l’imitation de Télémaque de Fénelon,
- «Histoire de Turenne», Paris, 1735,
- «Principes philosophiques de la religion naturelle et révélée», 1749 (posthume).